# إيكوم

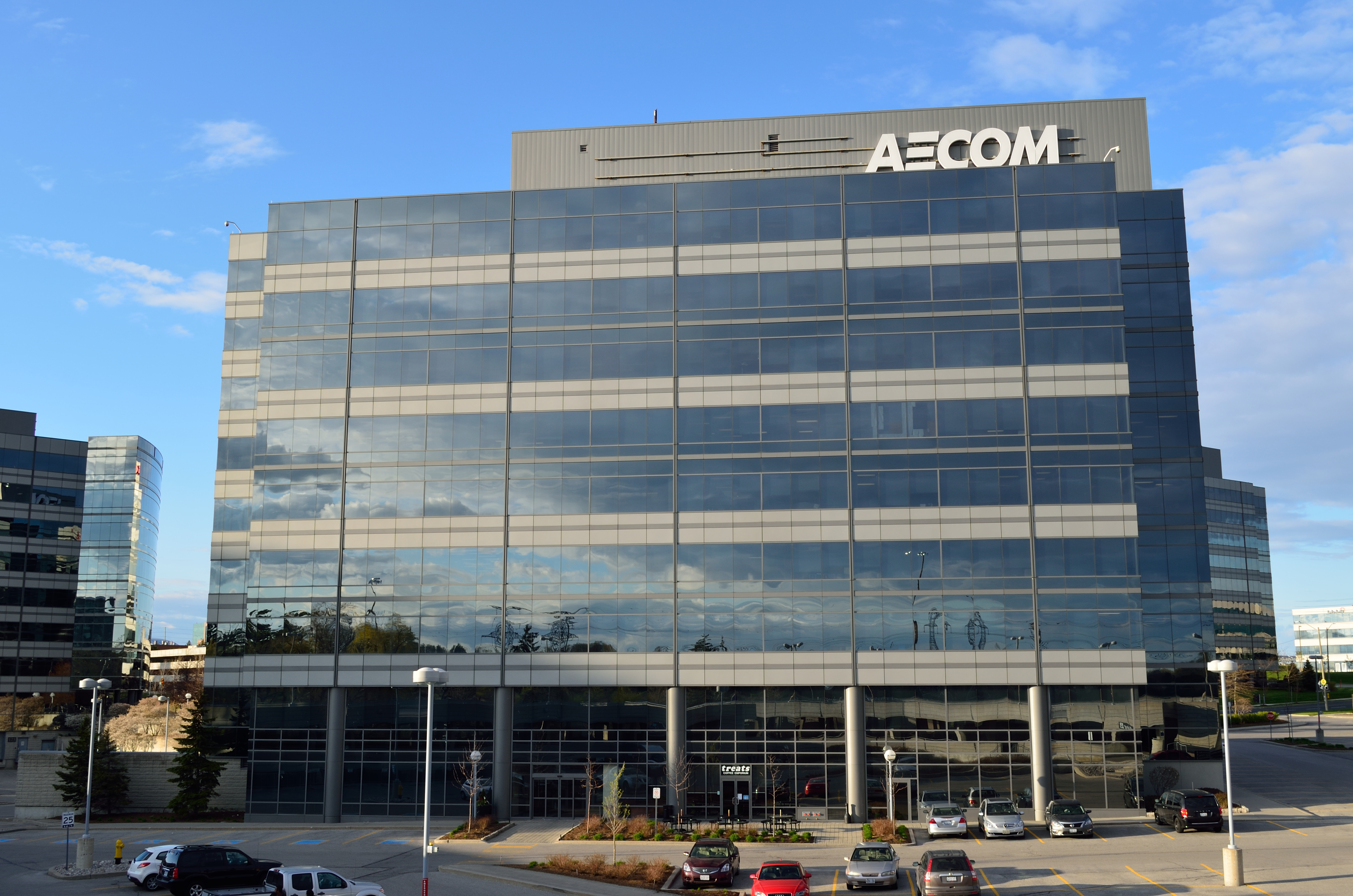
مبنى مكاتب إيكوم في ماركهام ، أونتاريو ، كندا

إيكوم (سابقا شركة إيكوم للتكنولوجيا) هو شركة هندسية أمريكية متعددة الجنسيات .
لدى إيكوم ما يقرب من 88000 موظف ، وهي تحتل المرتبة 157 في قائمة Fortune 500 لعام 2019. 
كان الاسم الرسمي للشركة من عام 1990 إلى عام 2015 هو شركة إيكوم للتكنولوجيا ، وهي الآن إيكوم.  الشركة مدرجة في بورصة نيويورك (NYSE) تحت رمز المؤشر (ACM)  وفي بورصة فرانكفورت تحت رمز المؤشر (E6Z). 

## روابط خارجية
- موقع AECOM الرسمي
- موقع Amentum (المعروف سابقًا باسم AECOM Management Services)